# Samtgemeinde Bevensen

Lage der Samtgemeinde im Landkreis Uelzen

Die Samtgemeinde Bevensen war eine Samtgemeinde inmitten der Lüneburger Heide im Landkreis Uelzen, Niedersachsen. Zum 1. November 2011 schlossen sich die Samtgemeinden Bevensen und Altes Amt Ebstorf zur Samtgemeinde Bevensen-Ebstorf zusammen.

## Geographie

### Samtgemeindegliederung
Die Samtgemeinde Bevensen bestand aus acht Gemeinden:
|  | 1. Altenmedingen 2. Bad Bevensen, Stadt 3. Barum 4. Emmendorf 5. Himbergen 6. Jelmstorf 7. Römstedt 8. Weste |

Ihr Sitz war in Bad Bevensen.

## Politik
Der Samtgemeinderat hatte 32 Sitze. Letzter Samtgemeindebürgermeister war Knut Markuszewski (SPD) mit Sitz und Stimmrecht im Rat.